# Martín de Saracíbar
Martín de Saracíbar Lafuente (Vitoria, 1804-Vitoria, 1891) fue un arquitecto español.

## Biografía
Nació en la ciudad española de Vitoria en 1804, concretamente en la calle de la Pintorería. Arquitecto, se construyeron con arreglo a sus planos edificios como el del palacio de la Diputación Foral de Álava, la cárcel celular y los baños de Arechavaleta, así como diversas torres de iglesias a lo largo y ancho de la geografía alavesa y proyectó puentes, como los tres de la N 240, entre ellos el de Zubibarri. Fue arquitecto municipal tanto de Vitoria como de la ciudad de Valladolid. Falleció el 10 de diciembre de 1891 en su domicilio de la vitoriana calle de la Constitución. Una vía de su ciudad natal lo honra con el título. Fue padre del también arquitecto Julio Saracíbar.